# Leucothecium emdenii
Leucothecium emdenii är en svampart som beskrevs av Arx & Samson 1973. Enligt Catalogue of Life ingår Leucothecium emdenii i släktet Leucothecium,  och familjen Gymnoascaceae, men enligt Dyntaxa är tillhörigheten istället släktet Leucothecium,  och familjen Onygenaceae. Arten är reproducerande i Sverige. Inga underarter finns listade i Catalogue of Life.